# モハメド・ダラミー
- モハメド・デレミー

モハメド・ダラミー（Mohamed Daramy, 2002年1月7日 - ）は、デンマーク・デンマーク首都地域ビズオウア出身の同国代表サッカー選手。スタッド・ランス所属。ポジションはFW、MF。

## クラブ経歴
地元のヴィズオウアIFのユースチームに在籍していた14歳の時に、FCコペンハーゲンとブレンビーIFという国内リーグの強豪チームからの入団オファーを受け、FCコペンハーゲンに入団。2017年に15歳でU-17ユースチームに昇格。同ユースリーグでゴールを量産し、2018年に16歳でトップチームに昇格。9月27日の国内カップ戦デンマーク・カップのヴィビーIF戦でいきなりプロ初ゴールを決め、チーム史上最年少となる16歳263日での初ゴールを記録。早くも注目の的となり、早速ブンデスリーガの有力チームからの関心を集める。12月2日のACホーセンス戦でリーグ戦初出場。2019年3月31日のエスビャウfB戦でリーグ戦初ゴールを決め、試合も1-0で勝利。4月3日には2021年までの契約に合意。チームは2018-19シーズンリーグ優勝を達成。2019-20シーズン以降出場機会が増え先発に定着。同シーズン中にはRBライプツィヒからの関心も報じられた。
2021年8月22日、アヤックス・アムステルダムとの契約が発表された。移籍金は1200万ユーロで、出来高で最大1300万ユーロまで増額となる。しかし、アヤックスでは十分な出場機会を得られず、2022年8月3日には1シーズンローンで古巣のコペンハーゲン復帰が決まった。
2023年8月11日、5年契約でリーグ・アンのスタッド・ランスへ移籍することが発表された。移籍金は1200万ユーロに加えて、出来高に応じて最大1750万ユーロまで増額となる。

## 代表経歴
2020年からユース世代のデンマーク代表でプレー。2021年には飛び級でUEFA U-21欧州選手権2021に出場。同年9月にはフル代表に初招集。2日の2022 FIFAワールドカップ・ヨーロッパ予選のスコットランド戦で代表デビューを果たした。
フル代表初ゴールは、2024年3月26日に行われたフェロー諸島代表との親善試合であり、途中交代から得点を挙げて2-0での勝利に貢献した。

## 人物
- 両親はシエラレオネ出身。

### 代表
試合数
2024年3月26日現在
- 国際Aマッチ 10試合 1得点（2021年 - ）

| デンマーク代表 | 国際Aマッチ | 国際Aマッチ |
| 年             | 出場        | 得点        |
| -------------- | ----------- | ----------- |
| 2021           | 4           | 0           |
| 2022           | 0           | 0           |
| 2023           | 5           | 0           |
| 2024           | 1           | 1           |
| 通算           | 10          | 1           |

得点
| # | 開催日        | 開催地                                         | 対戦国       | スコア | 結果 | 大会     |
| - | ------------- | ---------------------------------------------- | ------------ | ------ | ---- | -------- |
| 1 | 2024年3月26日 | ブレンビュヴェスター、ブレンビー・スタディオン | フェロー諸島 | 2-0    | 2-0  | 親善試合 |